# Gräsbådan, Malax
Gräsbådan är en ö i Finland. Den ligger i Norra kvarken och i kommunen Malax i den ekonomiska regionen  Vasa i landskapet Österbotten, i den västra delen av landet. Ön ligger omkring 23 kilometer sydväst om Vasa och omkring 360 kilometer nordväst om Helsingfors.
Öns area är 2,2 hektar och dess största längd är 250 meter i nord-sydlig riktning. I omgivningarna runt Gräsbådan växer i huvudsak blandskog.